# Камполи (Маса-Карара)
Камполи је насеље у Италији у округу Маса-Карара, региону Тоскана.
Према процени из 2011. у насељу је живело 9 становника. Насеље се налази на надморској висини од 313 м.